# Manureva (chanson)
Pour les articles homonymes, voir Manureva.
Singles de Alain Chamfort
Seul à la fin / Danse, danse comme ça
(1978) Géant
(1980)
Clip vidéo
[vidéo] « Manureva (Archive INA) », sur YouTube
Pistes de Poses
Démodé
(2)
Manureva est une chanson interprétée par Alain Chamfort, écrite par Serge Gainsbourg et composée par Chamfort et Jean-Noël Chaléat. La chanson est enregistrée par Chamfort à Los Angeles dans le cadre de son troisième album studio Poses et rend hommage au navigateur français Alain Colas, disparu en mer le 16 novembre 1978 à bord de son trimaran Manureva (« Oiseau de voyage » en tahitien).
Le titre sort en 45 tours le 15 septembre 1979 en France, précédant de quatre semaines la sortie de l'album, et rencontre un énorme succès commercial, parvenant à se classer à la deuxième place du hit-parade français durant tout le mois de janvier 1980 et à être certifié disque d'or. Manureva est devenue la chanson la plus connue du répertoire d'Alain Chamfort et lui permet de relancer sa carrière après le peu de succès obtenu par ses précédents albums.

## Genèse

### Origine de la chanson
En 1979, afin d'enregistrer son album Poses, Alain Chamfort part pour Los Angeles, ville où il avait enregistré deux ans auparavant son précédent opus, Rock'n rose, dont Serge Gainsbourg avait écrit les textes des chansons, mais dont le succès avait été assez mitigé. Chamfort fait pour Poses à nouveau appel à Gainsbourg. Il compose une « musique lancinante et dynamique » (ce sera Manureva) sur laquelle Gainsbourg plaque une chanson dont le titre est Adieu California.

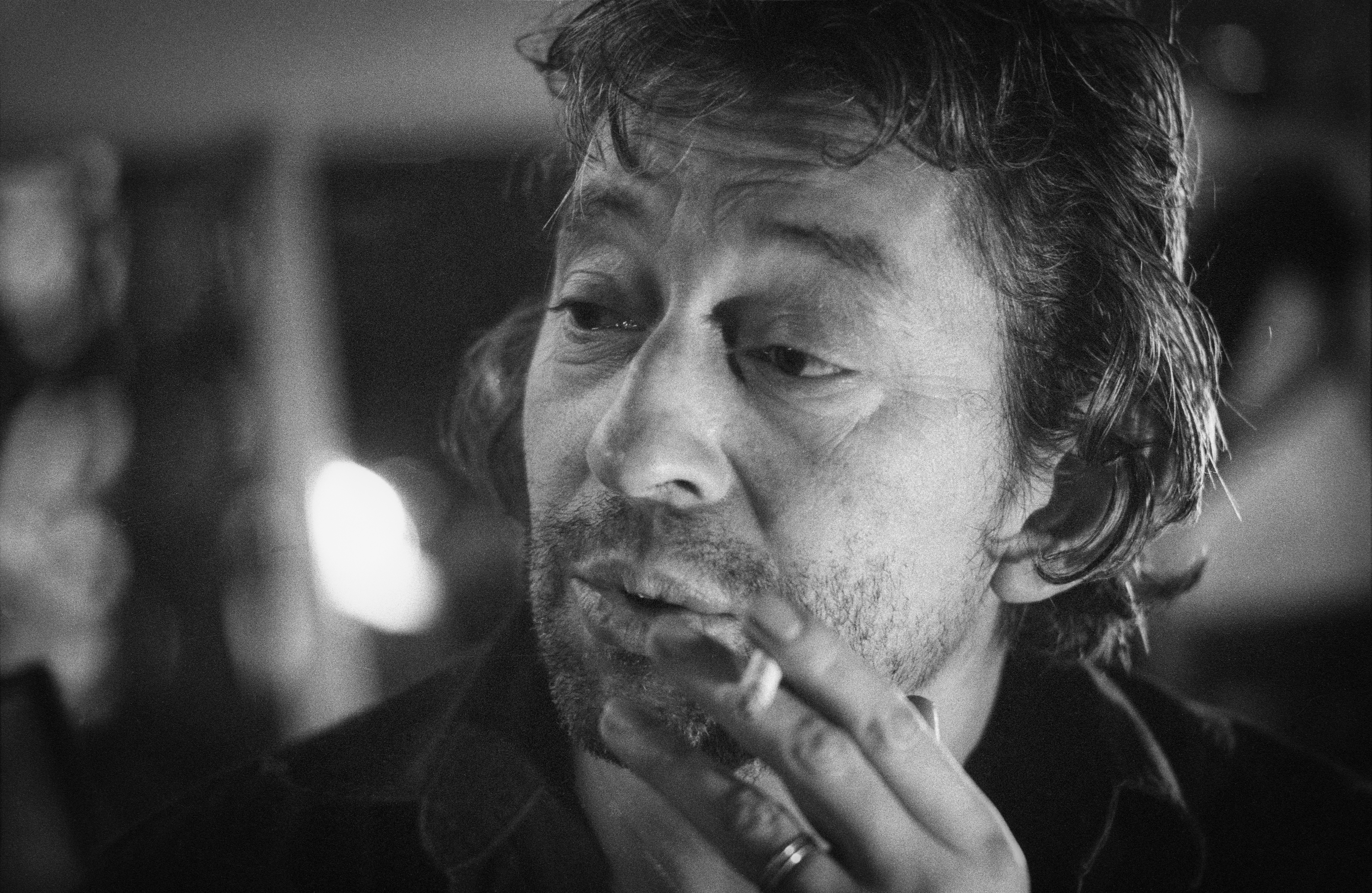
Le chanteur et auteur-compositeur Serge Gainsbourg (en 1981), parolier de Manureva.

La direction de la maison de disques CBS Records, la maison de disques d'Alain Chamfort, adore. Sur ses instances, le chanteur accepte de l'enregistrer, mais le texte ne lui plaît pas : « sur Adieu California, quelque chose me gênait. On parlait de Marilyn Monroe, de Santa Monica, thèmes que je trouvais un peu démodés. J'étais embarrassé. Comme l'auteur était Serge Gainsbourg, tout le monde trouvait ça formidable ». La fabrication du 45 tours est lancée, mais Chamfort est convaincu que le titre va se planter et demande à Gainsbourg de lui réécrire des paroles.
Un soir, après un dîner chez Eugène Riguidel, participant de la Transat au cours de laquelle Alain Colas avait disparu en mer fin 1978 et dont Jane Birkin était la marraine du trimaran, Gainsbourg a le déclic si l'on en croit Alain Chamfort : « Serge m'appelle et me dit « Manu, Manureva ». Rien qu'à l'évocation de ce mot dont je ne savais pas à quoi il se référait, ça m'a paru évident ; je trouvais ça poétique, doux. Serge m'a annoncé que c'était  le nom de baptême du bateau d'Alain Colas. J'ai eu un moment de réticence, c'est quand même un peu délicat d'écrire une chanson sur quelqu'un qui a disparu en mer. Gainsbourg me répond que c'est un hommage. Le lendemain, il me lit le texte, il n'y avait plus de doute possible ». CBS arrête la fabrication du simple, Chamfort retourne à Los Angeles afin de ré-enregistrer sa voix et refaire la production de la chanson.

### Crédits
Voici la liste des interprètes et de l'équipe ayant participé à la production du titre.

#### Interprètes
- Alain Chamfort – chant, chœurs, synthétiseurs, synthétiseur de batterie
- Jean-Noël Chaléat – organiste, synthétiseurs
- Gary Scott – séquenceur
- David Edelstein – basse
- Ralph Humphrey – batterie
- Benji – guitare
- Gary Herbig, Larry Williams – saxophones ténor
- Steven Madaio et Denny Christianson – trompettes

#### Production
- Ryan Ulyate – ingénieur du son

## Sortie et accueil

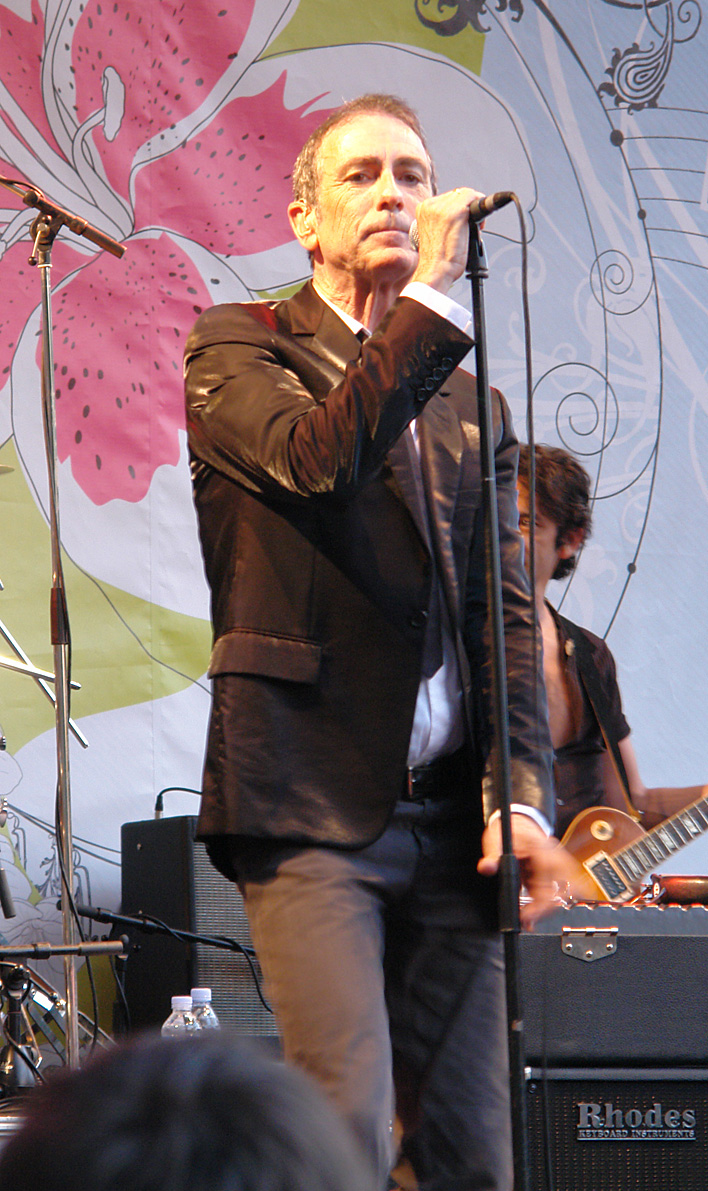
Alain Chamfort (en 2006), interprète et co-compositeur de Manureva.

### Sortie du single
Manureva sort en single le 15 septembre 1979 comme premier extrait de l'album à venir, Poses, qui paraîtra le 1er octobre 1979. La version du 45 tours est une version écourtée par rapport à la version album, qui sera publié en maxi 45 tours. La pochette du single reprend la photographie de Jean-Baptiste Mondino visible sur la pochette de Poses. Il existe deux variantes de la pochette : la première avec le titre et sa face B, Béguine, inscrits en dessous du nom de l'artiste au recto, la seconde avec uniquement Manureva inscrit en dessous du nom de Chamfort.

### Réception commerciale
Manureva rencontre un énorme succès commercial, se classant à la quatrième place du hit-parade de RTL à la fin de 1979. Il entre directement dans le top 20 hebdomadaire des meilleures ventes de singles en France le 17 novembre 1979, soit deux mois après sa publication, à la 18e place et reste dans le classement durant dix-sept semaines, dont quatre à la seconde place durant tout le mois de janvier 1980.
Il figure également en septième place du top annuel des meilleures ventes de singles en France au cours de l'année 1979. Le single a rencontré également un succès en Espagne, où il se classe à la 19e place des charts en juillet 1980,.
Il s'est écoulé à un million d'exemplaires dans le monde, dont plus de 700 000 exemplaires en France, où il est certifié disque d'or.
Le succès de Manureva permit à Alain Chamfort de relancer sa carrière un peu en berne depuis son départ de la maison de disques Flèche Productions.
Le single ressort en janvier 2016 à l'occasion de la sortie de la compilation Versions originales, célébrant les cinquante ans de carrière de Chamfort et se classe à la 82e place pour une seule semaine, lui permettant de faire ainsi son retour dans les classements des meilleures ventes de singles, dans lequel il n'avait plus apparu depuis Souris puisque c'est grave, en 1990. Il figure également sur la compilation Gainsbourg & Co, sorti en février 2016 à l’occasion du vingt-cinquième anniversaire de la mort de Gainsbourg, dans le deuxième disque consacré aux artistes ayant chantés ses textes.

## Liste des titres

### 45 tours
- France, 15 septembre 1979 : 45 tours CBS (CBS 7497)[14]
- Allemagne, 1979 : 45 tours CBS (CBS S 7497)[15]
- Italie, 1980 : 45 tours CBS  (CBS 7497)[15]
- Espagne, 1980 : 45 tours CBS (CBS 7497)[15]
- Royaume-Uni, 15 février 1980 : 45 tours promotionnel Epic (S EPC 7497)[15]
- Australie, mars 1980 : 45 tours CBS (BA 222643)[16]

| No | Titre    | Paroles           | Musique                           | Durée |
| -- | -------- | ----------------- | --------------------------------- | ----- |
| 1. | Manureva | Serge Gainsbourg  | Alain Chamfort, Jean-Noël Chaléat | 4:38  |
| 2. | Beguine  | Jean-Michel Rivat | Alain Chamfort, Jean-Noël Chaléat | 4:27  |

### Maxi 45 tours
- France, Septembre 1979 : Maxi 45 tours CBS (CBS 12-7497)

| No | Titre    | Paroles           | Musique                           | Durée |
| -- | -------- | ----------------- | --------------------------------- | ----- |
| 1. | Manureva | Serge Gainsbourg  | Alain Chamfort, Jean-Noël Chaléat | 6:40  |
| 2. | Beguine  | Jean-Michel Rivat | Alain Chamfort, Jean-Noël Chaléat | 4:27  |

- Australie, 1979 : Maxi 45 tours CBS (BA 12024) [17]

| No | Titre               | Paroles          | Musique                           | Durée |
| -- | ------------------- | ---------------- | --------------------------------- | ----- |
| 1. | Manureva            | Serge Gainsbourg | Alain Chamfort, Jean-Noël Chaléat | 6:38  |
| 2. | Let It Me Try Again | Jane Birkin      | Alain Chamfort, Jean-Noël Chaléat | 4:07  |

## Remix et reprises
Manureva a connu une nouvelle jeunesse avec un remix de Tom Snare, sous le pseudonyme d'Art Meson en 2007, qui s'est classé dix-huit semaines dans les charts français, dont une à la 23e place. En 2012, Alain Chamfort reprend le titre pour son album Elles et lui, dans lequel le chanteur reprend ses succès en duo avec des chanteuses. En 2015, le titre est « revisité » par le DJ Ivan Smagghe, « devenu un simple instrumental midtempo et plus moderne », afin de promouvoir une compilation d'Alain Chamfort contenant ses plus grands succès et des versions remixées de ses tubes, devant sortir en janvier 2016. David Pilarsky reprend Manureva dans une version rock (Album Système D). En 2022, Calogero en fait une reprise dans la réédition Deluxe de son album Centre ville.

## Classements et certifications
| Classement (1979-80) | Meilleure place |
| -------------------- | --------------- |
| France (SNEP)        | 2               |
| Espagne (Promusicae) | 19              |
| Israël (IBA)         | 6               |

| Classement (2016) | Meilleure place |
| ----------------- | --------------- |
| France (SNEP)     | 82              |

| Classement (1979) | Meilleure place |
| ----------------- | --------------- |
| France (SNEP)     | 7               |

| Région                                                                                                 | Certification | Ventes/Streams |
| --- | ------------- | -------------- |
| France (SNEP)                                                                                          | Or            | 500 000*       |
| *Ventes selon la certification ^Mise en rayon selon la certification xNon précisé par la certification |               |                |